# Malle Babbe
Die Malle Babbe (deutsch „Die verrückte Barbara“) ist ein Gemälde des holländischen Malers Frans Hals, das um 1640 bis 1646 entstand. Es hängt heute in der Berliner Gemäldegalerie und ist im Besitz der Stiftung Preußischer Kulturbesitz. Es ist zudem unter den Namen Hille Bobbe und Hexe von Haarlem bekannt.

## Bildbeschreibung
Das 75 × 64 cm große Gemälde zeigt ein Brustbildnis einer alten, lachenden Frau, die an der Ecke eines Tisches sitzt. Mit der rechten Hand hält die Frau den Griff eines Bierkruges. Der Metallkrug mit einem offenen Deckel steht auf der in der unteren rechten gerade noch erkennbaren Ecke eines Holztisches. Der Betrachter sieht die Vorderseite des Kruges mit einer nicht genauer zu erkennenden Spiegelung sowie die Innenseite des aufgeklappten Deckels. Auf der linken Schulter der Frau sitzt eine Eule einer nicht genauer zu bestimmenden Art, deren Blickrichtung zum Bildbetrachter weist, während ihr Körper so gedreht ist, dass der rechte Flügel erkennbar ist.
Die gemalte Frau trägt ein Gewand aus braunem Stoff ohne auffällige Verzierungen. Dieser ist durch eine angedeutete weiße Schürze an den Hüften abgebunden. Auf dem Kopf hat sie eine weiße Haube und der Hals ist von einem breiten weißen, zerknitterten Kragen verdeckt, der bis zum Brustansatz reicht. Diese Kleidung entspricht vor allem der Mode der 1630er-Jahre, die sich als Alltags- und Arbeitskleidung allerdings auch in den darauf folgenden Jahrzehnten finden ließ. Die Frau sitzt mit der Körpervorderseite in einer leichten Schräge parallel zum Tisch und ist auf den rechten Ellenbogen aufgestützt. In dieser Haltung ist ihr Kopf so verdreht, dass sie zum rechten Bildrand bzw. in die linke untere Ecke schaut; was sie anschaut bleibt für den Betrachter verborgen. Das gesamte Gesicht ist zu einem breiten Lachen mit leicht geöffnetem Mund und zusammengekniffenen Augen verzerrt und in dieser Grimasse erstarrt.
Durch die Anordnung der Eule, der Frau und des Bierkruges entsteht eine sehr strenge Bilddiagonale von der rechten oberen Ecke zur linken unteren. Diese wird durch die Blickrichtung der Alten aufgelöst, die eine kreuzende Diagonale ergibt. Die Beleuchtung des Bildes erfolgt leicht nach links versetzt von vorn und wird vor allem durch die Spiegelungen an dem Krug und in der rechten Gesichtshälfte der Frau sowie durch die Schatten auf der rechten Gesichtshälfte, der vom Krug beschatteten Brustseite sowie dem Rücken der Frau betont. Als Farben herrschen vor allem dunkle Braun- und Grautöne vor.
Besondere Bedeutung erlangte das Bild durch die Malweise, die für die Arbeiten des 17. Jahrhunderts untypisch ist und in ihrer stilistischen Ausführung eher an die Impressionisten des 19. Jahrhunderts erinnert. Das Bild wurde mit kurzen, sehr kräftigen Pinselstrichen gemalt und lässt die für seine Zeit typischen feinen Ausführungen von Details vermissen. Einzelne Aspekte wie etwa die Schleife der Schürze wirken durch nur wenige Pinselstriche flüchtig und schnell eingefügt, wodurch das Bild auf den Betrachter sehr dynamisch und lebendig wirkt.

## Namensfrage und Identität der Porträtierten

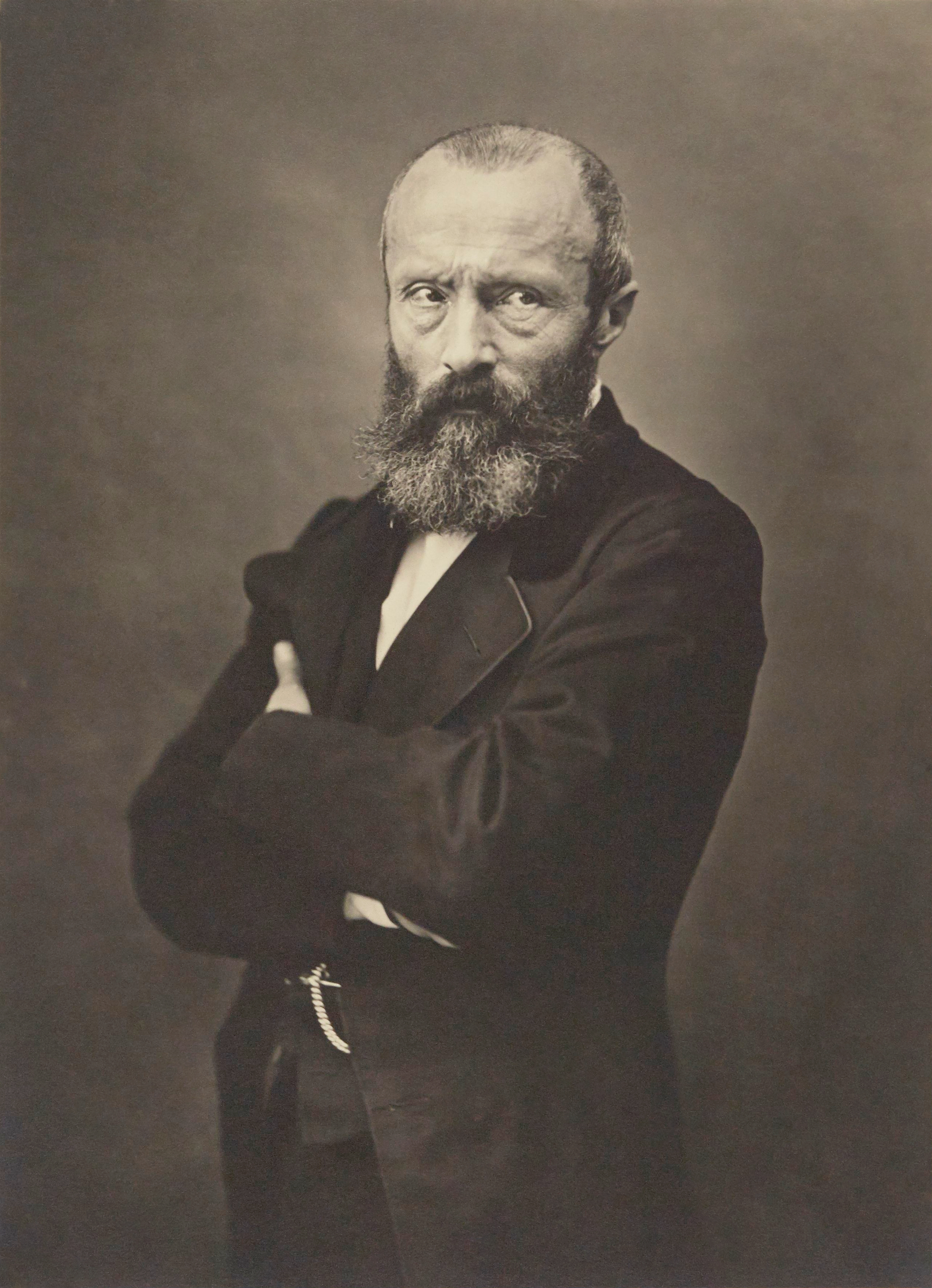
Théophile Thoré

Die Namensgebung des Gemäldes variiert in der Literatur zwischen dem heute anerkannten Namen Malle Babbe und dem als ungültig zu betrachtenden Namen Hille Bobbe. So ist die Malle Babbe bis in das mittlere 19. Jahrhundert als Hille Bobbe bezeichnet und bekannt geworden.

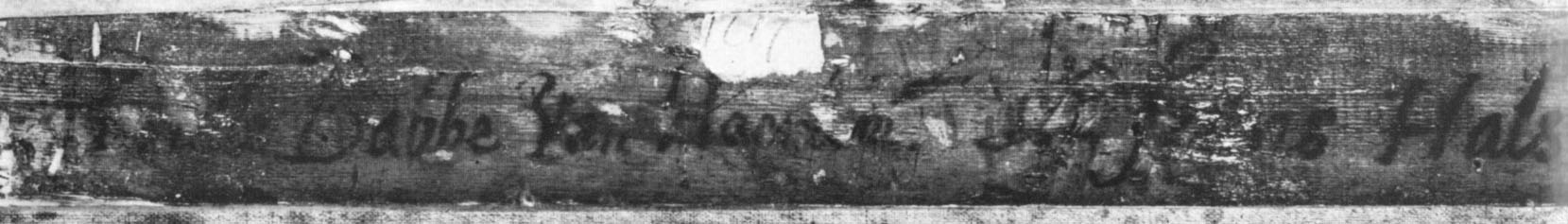
Inschrift auf dem alten Keilrahmen

Dies rührte von einer fehlerhaften Abschrift der Namensbezeichnung auf einem Teil des inneren Keilrahmens, der im 17. oder frühen 18. Jahrhundert dort eingebracht wurde. Dieser ist beschriftet mit Malle Babbe van Haerlem … Fr[a]ns Hals, statt Malle Babbe wurde allerdings Hille Bobbe gelesen und das Bild mit diesem Namen benannt. Erst durch die Veröffentlichungen von Théophile Thoré unter dem Synonym Willem Bürger 1868 und 1869 über Frans Hals und vor allem über die Malle Babbe wurde der Fehler aufgeklärt. Von wem die Beschriftung stammt, ist unbekannt, Frans Hals hat das Bild weder signiert noch beschriftet oder datiert.
Die verrückte Babbe konnte aufgrund eines Archivfundes des Gemeentearchief Haarlem als real existierende Frau mit dem Namen oder Spitznamen Malle Babbe identifiziert werden, die 1653 im Arbeitshaus von Haarlem untergebracht war und für die das Leprosenhaus 65 Gulden zum Unterhalt beisteuerte. Dieses diente zu dieser Zeit auch als Gefängnis und Irrenhaus.
Der Sohn Pieter von Frans Hals war etwa um dieselbe Zeit ebenfalls in dieser Anstalt untergebracht. Auf Beschluss der Bürgermeister von Haarlem vom 13. Juni 1642 wurde Pieter als schwachsinnig für den Rest seines Lebens im Arbeidshuis untergebracht. Die Unterbringungskosten von 100 Gulden jährlich zahlte ebenfalls zu einem Teil das Leprosenhaus, der Rest wurde vom Elisabeth-Hospital (Ste Elisabets Gasthuis) und dem Haarlemer Armenfonds aufgebracht. Es ist anzunehmen, dass Hals die reale Babbe bereits früher kennenlernte oder diese in Haarlem allgemein bekannt war. Pieter Hals starb 1667 und wurde am 8. Februar des Jahres auf dem Zuider Kerkhof, dem Haarlemer Südfriedhof, beerdigt. Über Malle Babbe gibt es keine weiteren Quellen. Mehr als ihre Existenz ist entsprechend nicht bekannt.

## Datierung
Der Entstehungszeitraum der Malle Babbe wird bis heute diskutiert. Die Gemäldegalerie datiert das Gemälde nicht mehr nach Slive um 1633 bis 1635, sondern um 1640 bis 1646. Frans Hals selbst hat das Bild weder signiert noch datiert, dadurch muss die Datierung durch den Malstil und andere Indizien erfolgen. So stellt die Malle Babbe das am spätesten datierte Genrebild Hals' dar, während er seine Arbeit danach auf Porträts und Gruppenporträts verlagerte. Der Malstil der Malle Babbe wird als konzis und stetig beschrieben und soll den späten Malstil vorwegnehmen.
Gustave Courbet fügte seiner Kopie der Malle Babbe eine Signatur Frans Hals sowie die Datierung 1645 zu, die jedoch als Erfindung betrachtet wird und nicht dem Originalzustand des Bildes entspricht, wie es zur gleichen Zeit etwa von Théophile Thoré beschrieben wurde, der das Bild im Jahr 1869 auf eine Zeitspanne von 1630 bis 1640 einordnete. Nach Carl von Lützow entstand es in den 1640er Jahren und Wilhelm von Bode sowie W. Unger und C. Vosmaer vertraten eine Einordnung um 1650. Letztere werden durch das Auftauchen des Dokuments von 1653, mit dem die reale Malle Babbe identifiziert werden kann, bestätigt.

## Deutung und Ikonographie
Die Malle Babbe wurde in vielfältiger Weise interpretiert und gedeutet, wobei vor allem ihr Gesichtsausdruck mit dem breiten Lachen sowie die Eule und der Bierkrug als Elemente des Bildes eine große Rolle spielen.

### Die Hexe von Haarlem
So wird sie bis heute häufig als Hexe von Haarlem bezeichnet und beschrieben, wobei beispielsweise Seymour Slive 1989 darstellt, dass man nicht an Hexerei glauben muss, „um überzeugt zu sein, daß ihre wilden, tierähnlichen Bewegungen und ihr dämonisches Lachen nicht daraus resultieren, wieviel sie vom Inhalt ihres gigantischen Kruges konsumiert hat, sondern dass beides von mächtigeren, mehr mysteriösen Kräften beherrscht wird.“ Er vergleicht diese Wirkung mit Werken des späten Francisco de Goya, der die dunklen Seiten des Menschen ähnlich beschworen haben soll. Die Deutung als Hexe oder dämonisch besessene Frau tritt heute allerdings allgemein eher in den Hintergrund, vor allem im Vergleich mit anderen Gemälden des Künstlers.

### Eule und Zinnkrug als Zeichen der Trunksucht
Der Zinnkrug und die Eule auf dem Bild werden als deutliche Symbole der Trunksucht angesehen. Das Gesicht und das Verhalten der Malle Babbe auf dem Bild sind deutlich vom Alkohol geprägt, und durch die enorme Größe des Trinkgefäßes wird dieser in den Vordergrund gestellt. Die von Hals wahrscheinlich erst nachträglich in das Bild eingebrachte Eule wird heute mehrheitlich ebenfalls auf den Alkohol und die Trunksucht bezogen. Dabei bildet die niederländische Redewendung: „zo beschonken als een uil“ („besoffen wie eine Eule“) ein Hauptargument. Obwohl die Eule als Nachttier traditionell im Volks- und Aberglauben als Sinnbild für die Sünde und das Böse angesehen wird, spielt diese Deutung bei dem Bild nur eine untergeordnete Rolle.

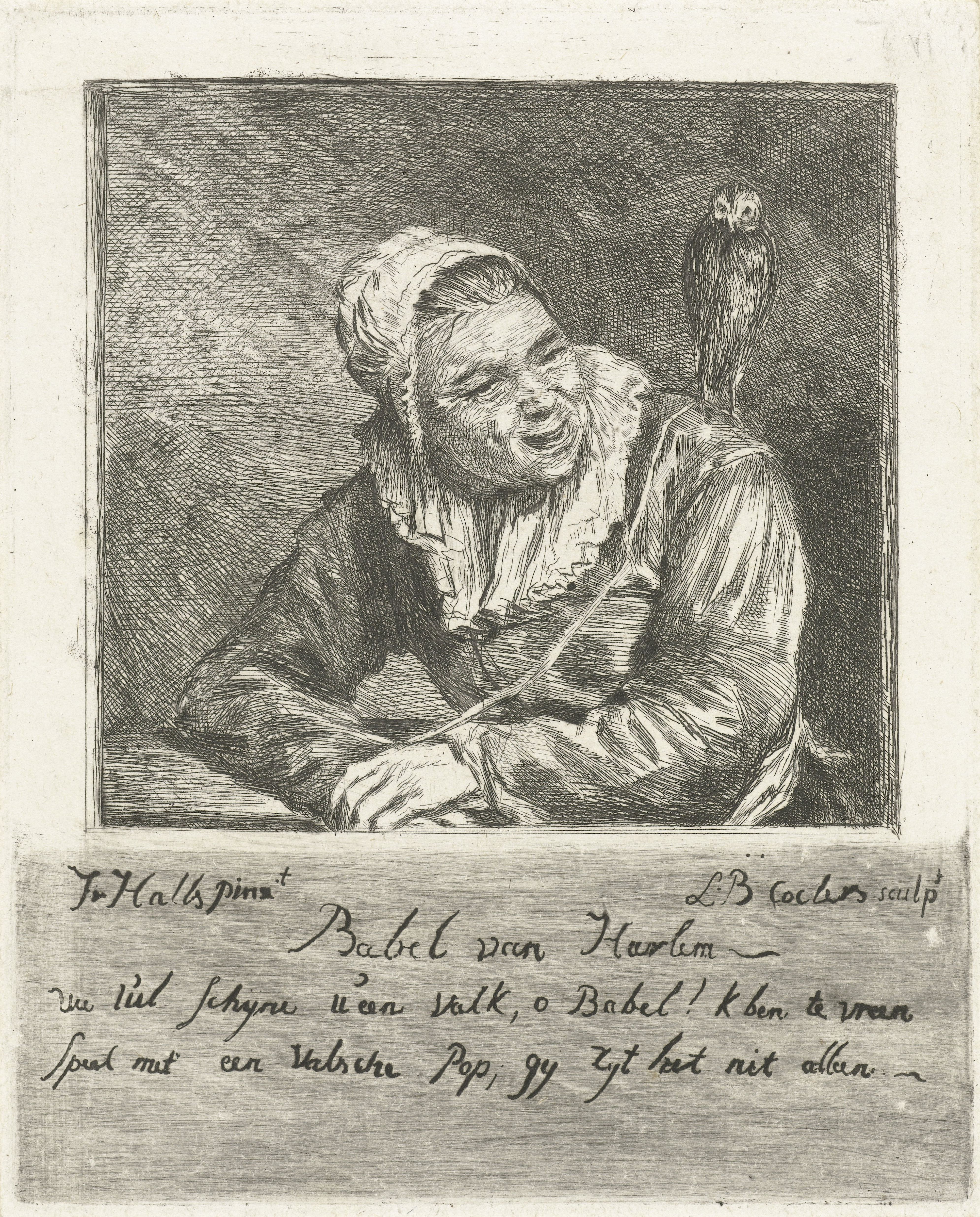
Louis Bernhard Coclers: Radierung nach Malle Babbe

Die New Yorker Malle Babbe oder ihr heute nicht mehr bekanntes Vorbild diente Louis Bernhard Coclers als Vorlage für seine seitenverkehrte Radierung nach Malle Babbe. Auf seinem Bild erscheint unterhalb des Bildes folgendes Reimpaar:

“F Hals pinxt     L B Coclers sculpt

Babel van Haarlem

uw uil schijne u een valk, o Babel! 'k ben te vreen

Speel met een valsche pop, gij zijt net nit alleen”

„Babel von Haarlem

Frans Hals pinxit (hat es gemalt), L. B. Coclers sculpsit (hat es gestochen).
Euch ist Eure Eule ein Falke, o Babel! Mir soll’s recht sein

Spielet mit einer Illusion, Ihr seid darin nicht allein“

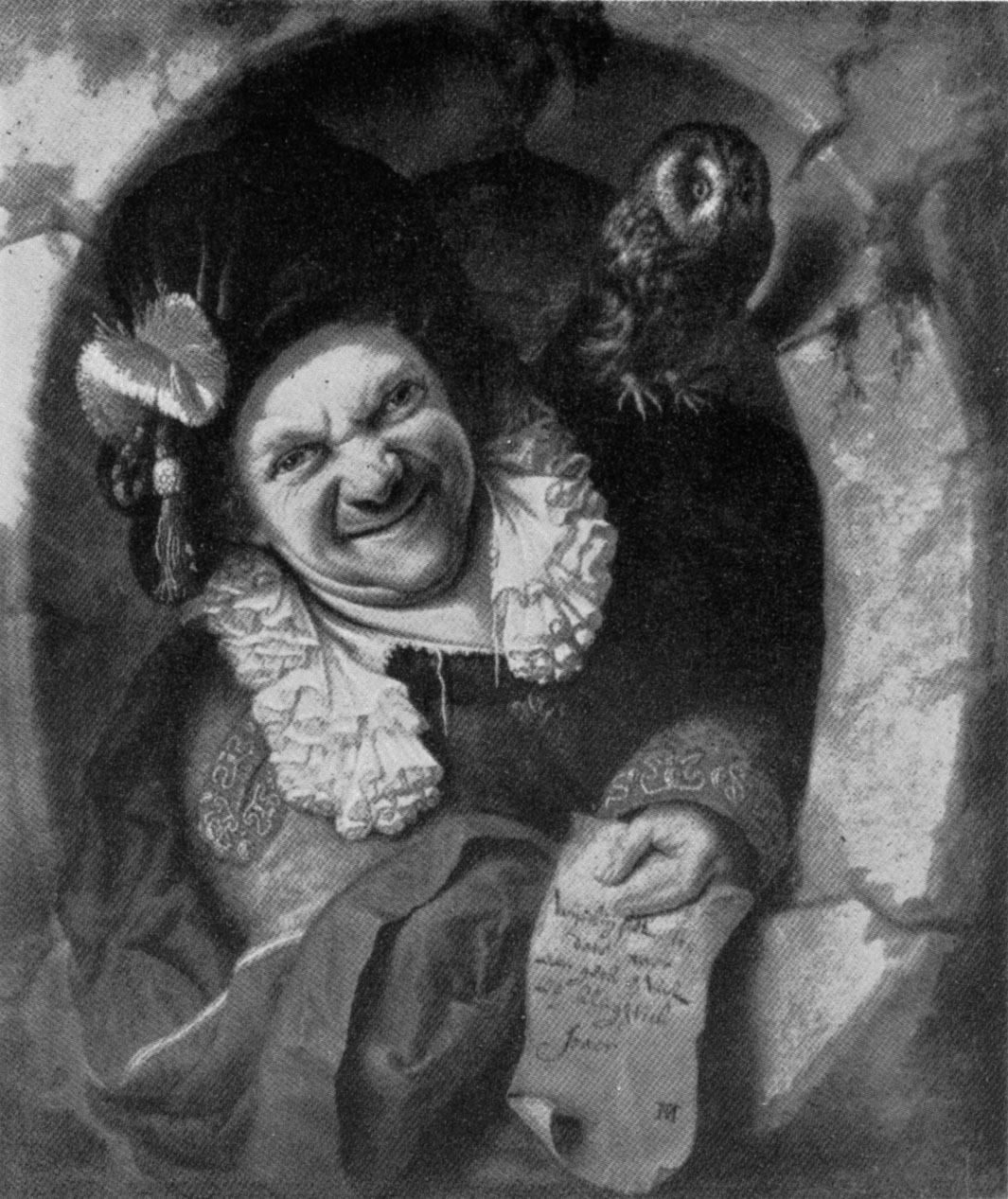
Bartolomaeus Maton: Ein Narr mit einer Eule

- Bartolomaeus Maton: Ein Narr mit einer Eule

### Das Lachen über die Gesellschaft
- Das Lachen ist ein zentrales Element der Porträts von Frans Hals. „An't lachen kendmen den Zoot“ (am Lachen erkennt man den Narr.).

So schreibt der Maler Vincent Van Gogh: „Ich habe über Heyerdahls Wort nachgedacht: »Je n’aime pas qu'une figure soit trop corrompue« – gesagt beim Zeichnen nicht einer Frau, sondern eines alten Mannes mit einem Verband über dem Auge, und ich fand es nicht wahr. Es gibt solche Ruinen von Gesichtern, in denen doch etwas liegt, ich zum Beispiel finde es in der »Hille Bobbe« von Frans Hals sehr gut ausgedrückt oder in einigen Köpfen Rembrandts.“ (Brief [264] an Theo van Gogh, Den Haag 5. Februar 1883)

## Einfluss auf spätere Werke und Kopien
Die Malle Babbe wurde in zahlreichen Kopien und Varianten reproduziert, vor allem kurz nach ihrer Entstehung im auslaufenden 17. und beginnenden 18. Jahrhundert sowie zu Beginn des Impressionismus im späten 19. Jahrhundert.

### Die New YorkerMalle Babbe

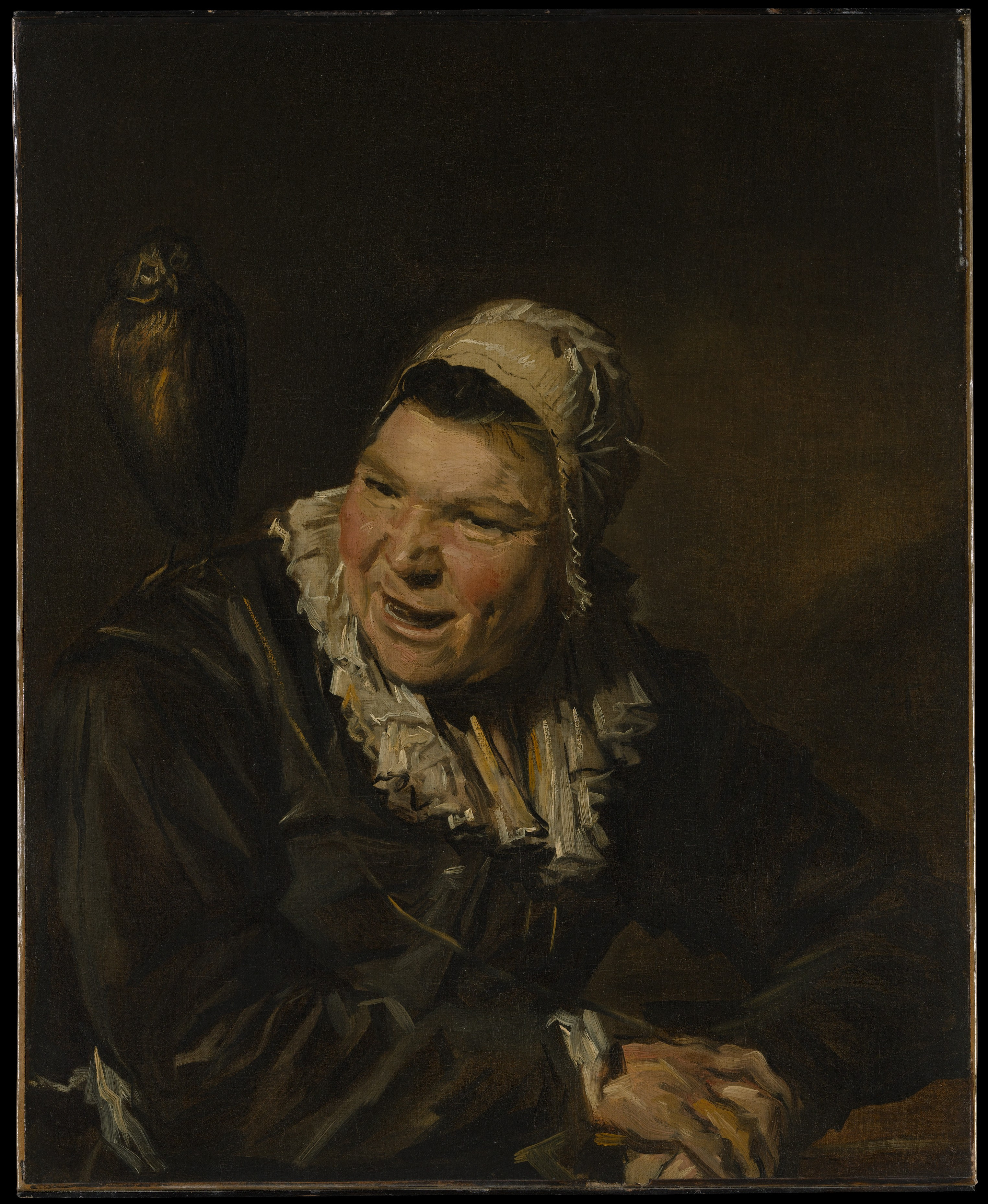
New Yorker Malle Babbe

Das Metropolitan Museum of Art in New York City ist seit 1871 in Besitz eines dem Original ähnlichen Porträts, welches ebenfalls als Malle Babbe geführt wird und der ehemaligen Sammlung Cornet entstammt. Der Künstler dieses Bildes ist unbekannt, bis etwa 1880 wurde es allerdings als Gemälde Frans Hals’ betrachtet; die Beschreibung im Museum verzeichnet es heute als „im Stil von Frans Hals“.
Das 74,9 × 61 cm große Gemälde unterscheidet sich vom Original vor allem dadurch, dass die Komposition seitenverkehrt ist und die Eule entsprechend auf der rechten Schulter sitzt. Die Eule ist an den Beinen durch eine Schnur gefesselt, die sich bis zu den auf dem Tisch zusammengelegten Händen herunterzieht, außerdem hält die Babbe in diesem Bild keinen Bierkrug in den Händen. Signiert ist das Bild mit „FH“, wodurch sich die frühere Zuordnung zu Frans Hals erklären lässt.
Die New Yorker Malle Babbe entstand ebenfalls im 17. Jahrhundert und war wahrscheinlich eine Kopie des Originals oder einer heute nicht mehr bekannten Version des Bildes. Diese Vermutung bestätigt auch Slive 1989, wobei er den unbekannten Künstler dem direkten Umfeld Frans Hals’ zuordnet. Durch eine Farbanalyse konnte gezeigt werden, dass die zeitliche Einordnung realistisch ist, da keine Farben genutzt wurden, die erst nach der Datierung in Gebrauch kamen. Eine ebenfalls geäußerte Vermutung, Frans Hals der Jüngere sei der Urheber des Bildes, wird von Seymour Slive verworfen, stattdessen nimmt er an, dass dem unbekannten Künstler wahrscheinlich zwei weitere ebenfalls ehemals Frans Hals zugeschriebene Gemälde mit den Titeln Fischermädchen aus Köln und Cincinnati zugeordnet werden können. Stukenbrock hält dies dagegen für ausgeschlossen, da die New Yorker Malle Babbe qualitativ deutlich höher einzustufen sei als die Fischermädchen und zumindest für das Kölner Bild nachgewiesen ist, dass es erst nach dem 17. Jahrhundert gemalt wurde.
Die New Yorker Malle Babbe oder ihr heute nicht mehr bekanntes Vorbild diente Louis Bernhard Coclers als Vorlage für seine bereits erwähnte Radierung nach Malle Babbe.

### Malle Babbevon Gustave Courbet

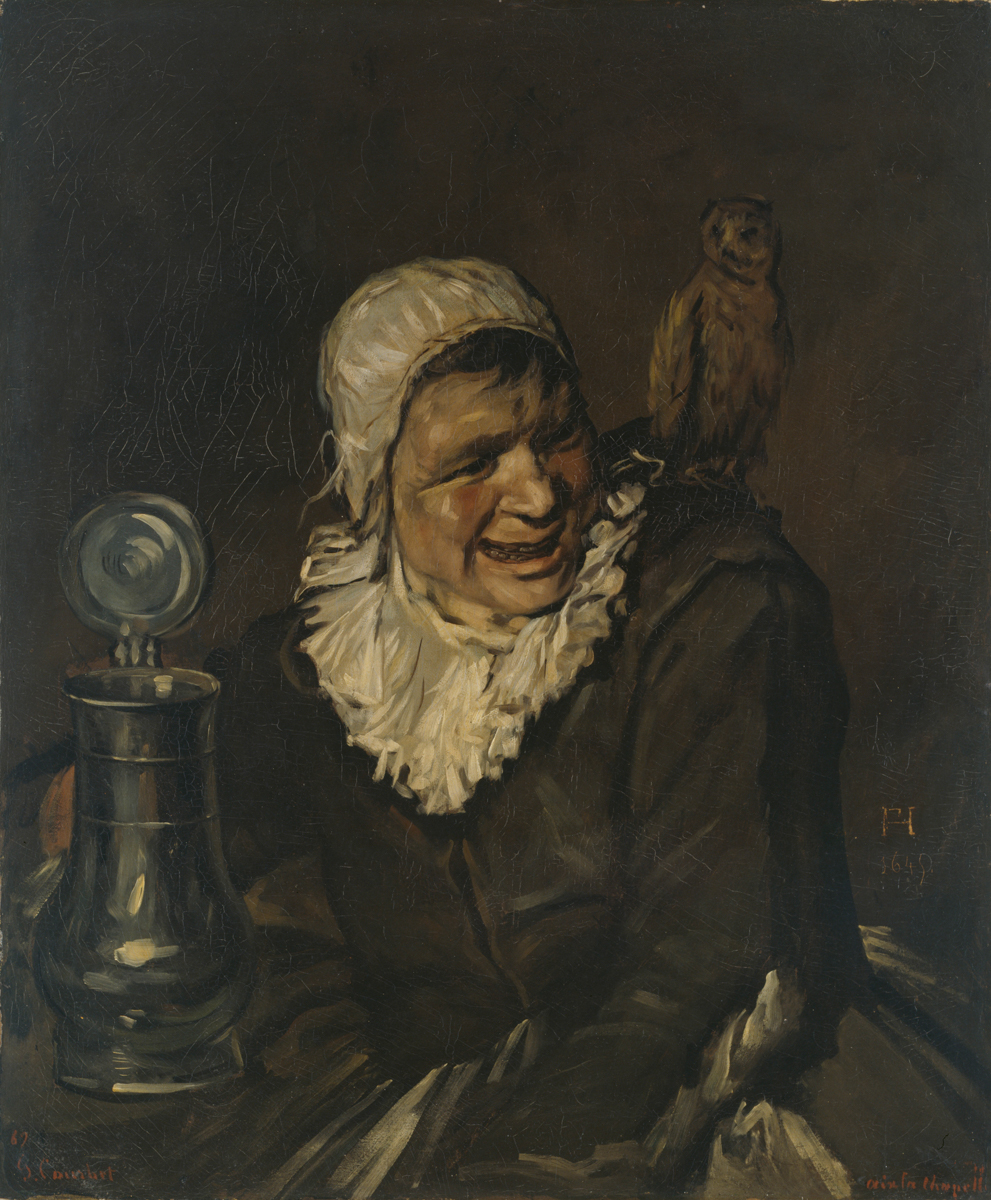
Malle Babbe von Gustave Courbet

Im Jahr 1869 erstellte Gustave Courbet eine Kopie der Malle Babbe, die heute in der Hamburger Kunsthalle hängt. Er signierte dabei seine Malle Babbe sowohl mit seinem eigenen Namenszug sowie auch mit der Signatur Frans Hals’ und ergänzte zudem das Jahr 1645, sodass die Hommage an Hals deutlich wurde. Er hatte das Gemälde 1869 in München gesehen, wo es erstmals öffentlich ausgestellt war, und es dort kopiert. Nach Francis Jowell ergänzte Courbet die Datierung wahrscheinlich als Anspielung auf die immer wieder endlosen Debatten unter Kunsthistorikern über die exakte Datierung eines Bildes und damit als ironische Huldigung an Thoré, mit dem er befreundet war und der wenige Monate vor der Ausstellung verstarb.
Nach einem Gerücht soll er das Originalbild in der Ausstellung mehrere Tage durch seine Kopie ausgetauscht und damit das Publikum getäuscht haben; diese Geschichte wird von Slive und anderen als unwahrscheinlich eingestuft. Carl von Lützow beschäftigte sich 1870 intensiver mit der Malle Babbe und äußerte sich auch kritisch über die Kopie Courbet. Nach seinen Angaben ließ die Kopie die helle Tonigkeit vermissen und die Farben seien gedämpft, wodurch die beeindruckende Lebendigkeit des Gesichtsausdrucks gemindert würde.

### Kopien nordamerikanischer Künstler

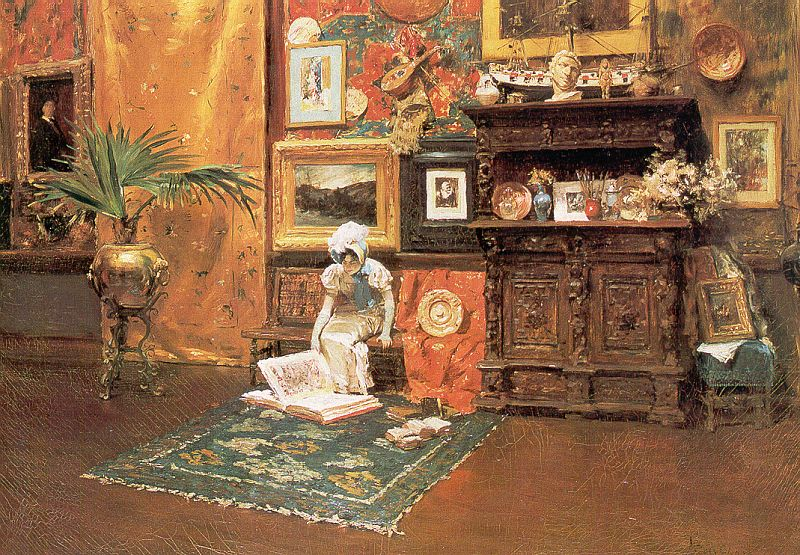
William Merritt Chase: In the studio

Allgemeine Aufmerksamkeit entstand in Amerika für die Werke von Frans Hals durch die Münchner Schule unter Wilhelm Leibl und die Aufmerksamkeit, die Hals zu der Zeit durch die Realisten und später durch die Impressionisten erhielt. William Merritt Chase als Hauptvertreter, viele amerikanische Künstler der Zeit pilgerten nach Haarlem ins Frans Hals Museum, außerdem gab es einen regen Handel mit Kopien und Reproduktionen in Amerika.
Die bekannteste amerikanische Kopie der Malle Babbe stammt von Frank Duveneck, der in der Zeit von 1870 bis 1873 bei Leibl in München studiert hatte und zu den frühen Vertretern des Amerikanischen Impressionismus gehörte. Er fertigte eine Kopie der New Yorker Malle Babbe an, in der Überzeugung, dass es sich um ein Original von Frans Hals handelt. Seine Fassung ist kleiner als das Original und mit sehr breiten Pinselstrichen angelegt. Sein Gemälde befindet sich heute in einer Privatsammlung, der Aufbewahrungsort ist unbekannt; gezeigt wurde es zuletzt 1967 in einer Ausstellung des Brooklyn Museum, des Virginia Museum of Fine Arts und des California Palace of the Legion of Honor mit dem Titel Triumph of Realism. An Exhibition of European and American Realist Paintings 1850–1910, wo es von der ACA Heritage Gallery, New York, zur Verfügung gestellt wurde.

### Kopien ohne näheren Bezug zu Frans Hals
Die Dresdner Gemäldegalerie besitzt ein Gemälde mit dem Titel Hille Bobbe und der Raucher, welches häufig Frans Hals dem Jüngeren zugeschrieben wird. Es handelt sich dabei um eine Pastiche in Form eines Bildmosaiks aus der New Yorker Malle Babbe, dem Gemälde Der Raucher von Joos van Craesbeeck (ehemals Adriaen Brouwer zugeordnet), sowie einem Fischstillleben im Stil des Abraham van Beijeren. Wie bei der New Yorker Malle Babbe wird auch hier die Urheberschaft Frans Hals des Jüngeren mittlerweile abgelehnt, der echte Maler ist unbekannt. Ebenfalls unbekannt ist der Maler des Bildes Malle Babbe und der Trinker, in dem die Malle Babbe als Fischweib gemeinsam mit einem Trinker heute nicht mehr nachvollziehbarer Herkunft dargestellt wird. Slive stellt die These auf, dass der Trinker einem Bild von Frans Hals Lehrling und späterem Schwiegersohn Pieter Roestraten oder des Haarlemer Genremalers Petrus Staverenus entnommen sein könnte.
Zwei weitere Porträts, die im 19. Jahrhundert auch Frans Hals zugeschrieben wurden, werden im Zusammenhang mit der Malle Babbe regelmäßig erwähnt. Dabei handelt es sich um die im Musée des Beaux-Arts in Lille befindliche Verrückte Frau (Seated Woman) sowie die ehemals zur New Yorker Privatsammlung von Jack Linsky befindliche Verrückte Frau mit Krug (Seated Woman holding a jug). Beide werden heute als eindeutig nicht von Frans Hals geschaffen und im Vergleich zur echten Malle Babbe und der New Yorker Version als sehr schwach betrachtet.

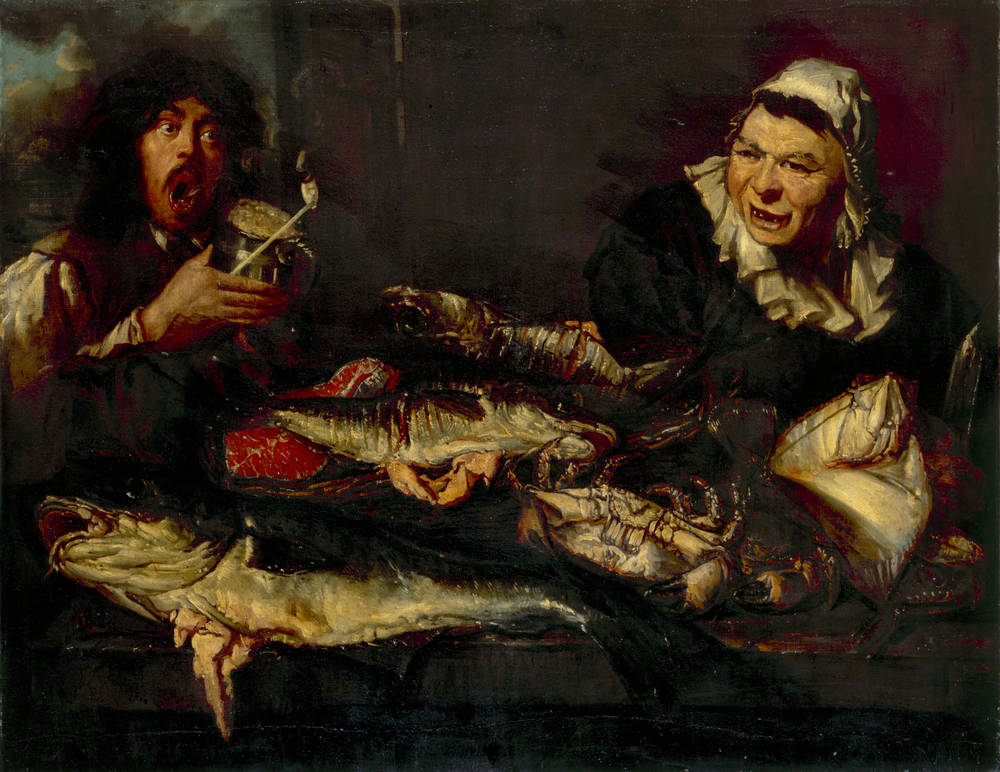
Hille Bobbe und der Raucher
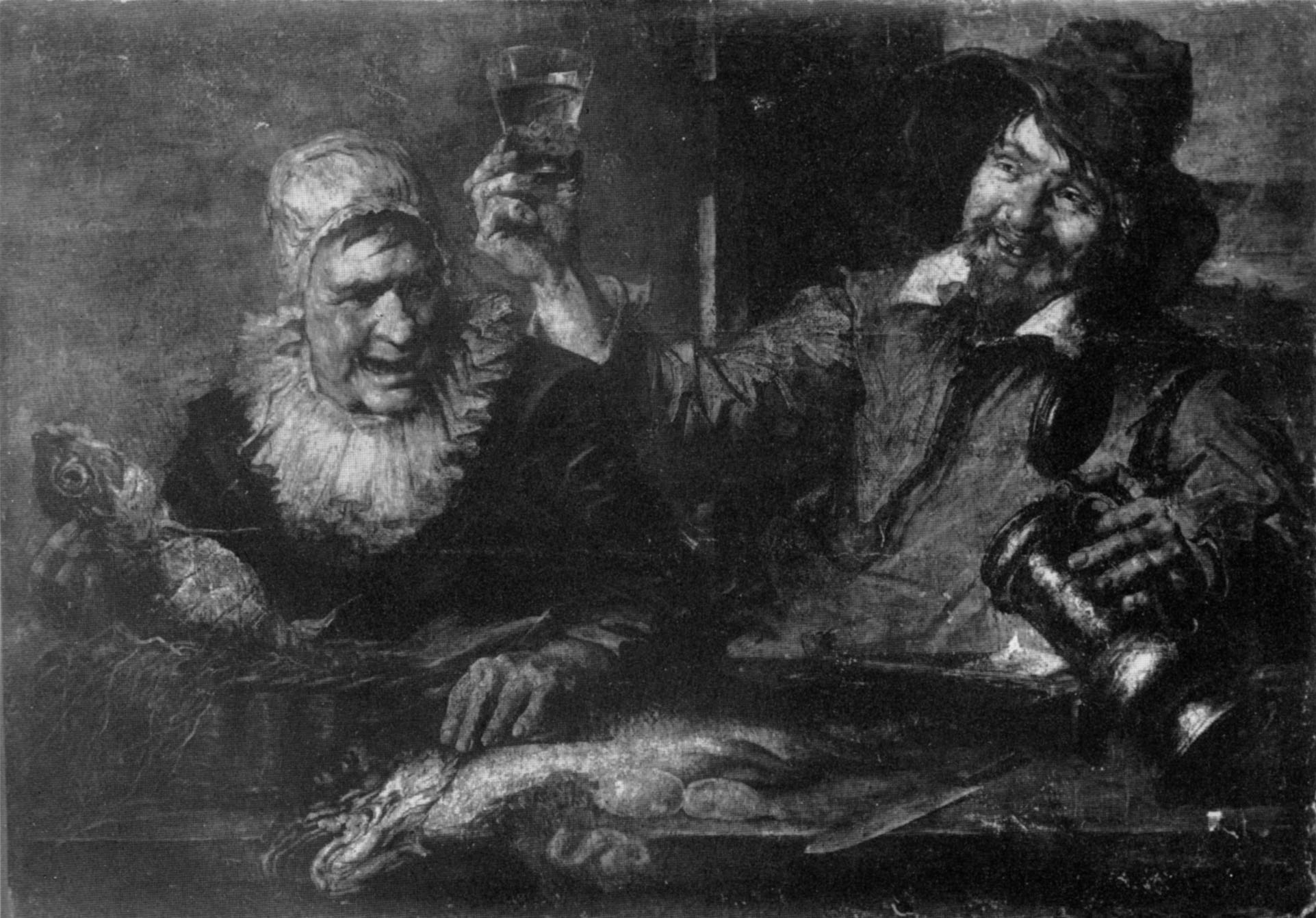
Malle Babbe und der Trinker
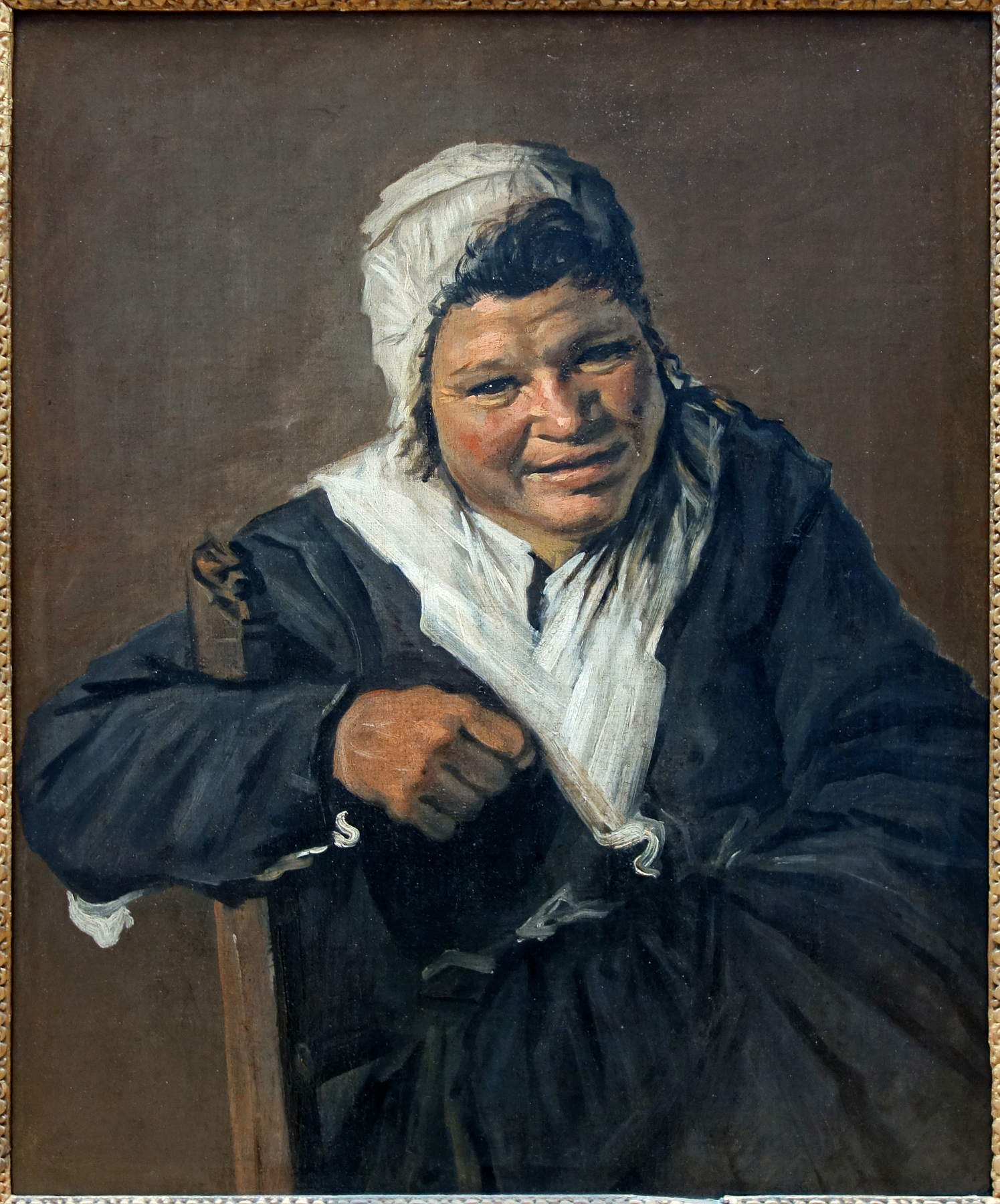
Verrückte Frau
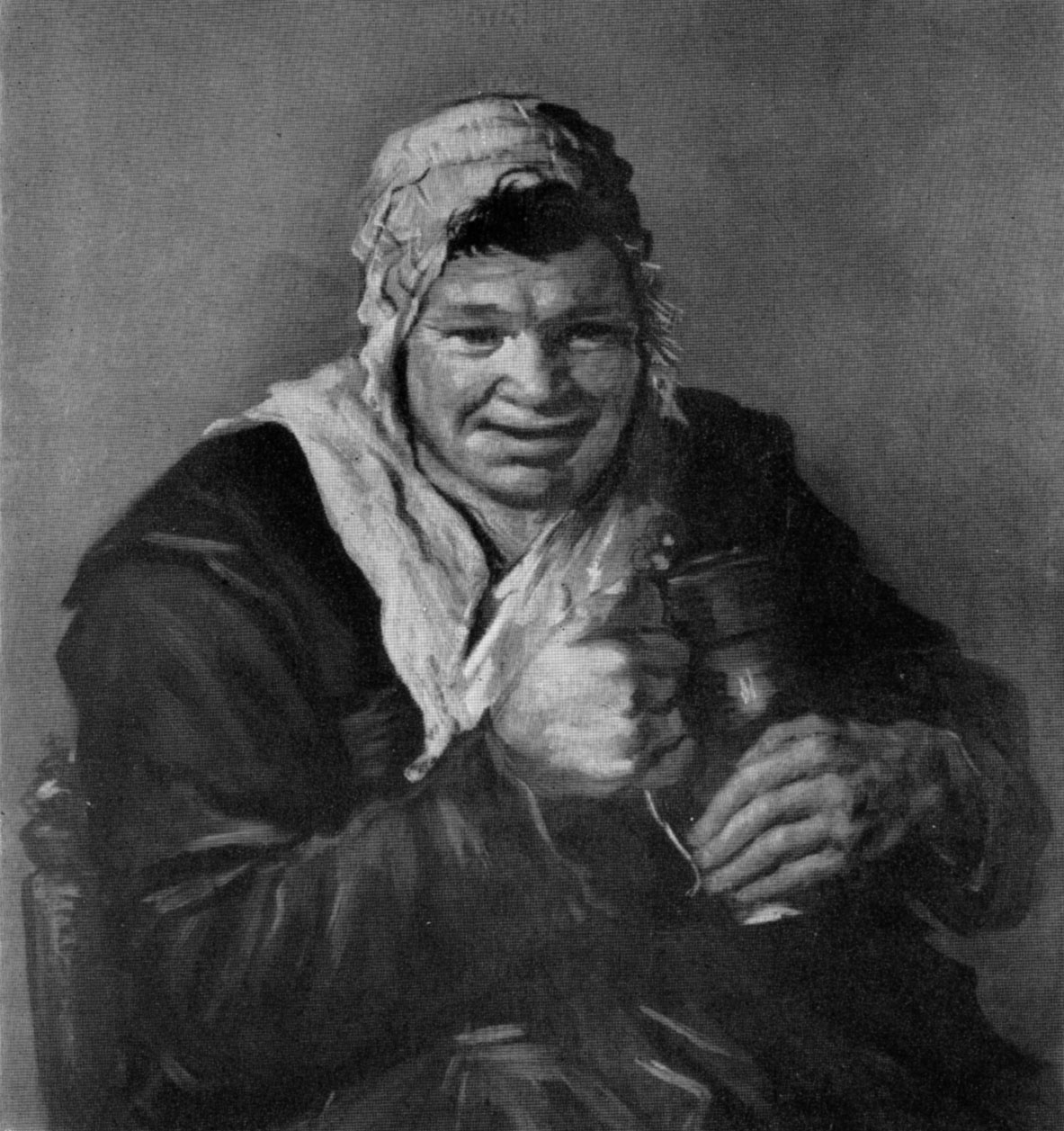
Verrückte Frau mit Krug

### Han van Meegeren
Auch im Fall um den Kunstfälscher Han van Meegeren, der vor allem für seine Fälschungen von Bildern des Jan Vermeer bekannt wurde, spielte die Malle Babbe eine Rolle. Dieser hatte zu Beginn seiner Arbeiten vier Gemälde geschaffen, darunter ein Bildnis einer trinkenden Frau nach der Malle Babbe von Frans Hals. Seine Version stellt eine lachende Malle Babbe ohne Eule dar, die den Bierkrug erhoben vor sich hält. Er signierte das Bild recht unten mit dem zusammengezogenen Monogramm Frans Hals'.
Diese frühen Gemälde verkaufte er aus unbekannten Gründen nicht als Originalwerke. Das Bildnis einer trinkenden Frau wurde 1945 in seinem Atelier beschlagnahmt und 1947 dem Rijksmuseum in Amsterdam zur Aufbewahrung übergeben.

## Provenienz
Die früheste Geschichte des Bildes ist unbekannt. Ein erster dokumentierter Verkauf, der wahrscheinlich die Malle Babbe betrifft, ist für den 1. Oktober 1778 in Amsterdam dokumentiert, wo das Bild für neun Gulden an einen Käufer namens Altrogge ging. Auch der nächste Verkauf in Nimwegen am 10. Juni 1812 ist nicht gesichert. Am 12. Mai 1834 wurde das Bild für neun Gulden von J.F. Sigault und J.J. van Limbeek verkauft und ging nachfolgend in die Sammlung von Stokbroo van Hoogwood en Aartwoud über. Am 3. September 1867 kaufte Barthold Suermondt, ein Industrieller und Sammler aus Aachen, das Bild bei der Stockbroo-Versteigerung in Hoorn für 1660 Gulden. 1869 stellte er es erstmals öffentlich in München aus, wo es unter vielen anderen auch von Gustave Courbet gesehen wurde.
1873 erfolgte eine Ausstellung in Brüssel und 1874 verkaufte Suermondt einen großen Teil seiner Sammlung einschließlich der Malle Babbe für etwa eine Million Goldmark an die Königlichen Museen in Berlin, die heutige Berliner Gemäldegalerie, die damals unter der Leitung von Julius Meyer und Wilhelm von Bode als dessen Assistent stand. Das Bild befindet sich bis heute im Besitz der Berliner Gemäldegalerie und wird im Kulturforum Berlin in der Dauerausstellung gezeigt.
Neben der Dauerausstellung in Berlin wurde die Malle Babbe 1873 in Brüssel, 1950 in Amsterdam und 1962 in Haarlem gezeigt. 1989 und 1990 war das Bild Teil der gemeinsamen Ausstellung der National Gallery of Art in Washington, D.C., der Royal Academy of Arts in London sowie dem Frans-Hals-Museum in Haarlem.